# 當代亞洲期刊
《當代亞洲期刊》（Journal of Contemporary Asia）是一份1970年起出版的學術期刊。該期刊每年出版4次，內容涵蓋亞洲的經濟、政治和社會發展。目前，期刊的主編為其創辦人Peter Limqueco以及Kevin Hewison。據2012年的期刊引證報告指，《當代亞洲期刊》的影響因子為0.845，在65種同類期刊中排名第6名。

## 資料來源
1. ↑  .   [2014-04-04]. （原始内容存档于2021-10-11）.

## 外部連結
- 官方網頁